# Man on Parallel Bars
Man on Parallel Bars is een Amerikaanse film uit 1892. De film werd gemaakt door Thomas Edison en toont een man die aan een brug hangt en oefeningen uitvoert.